# Уэлш, Ноа
Ноа Уэлш (англ. Noah Welch; 26 августа 1982, Брайтон, Бостон, Массачусетс) — американский хоккейный защитник.
На драфте НХЛ 2001 года был выбран во 2 раунде под общим 54 номером командой «Питтсбург Пингвинз». 27 февраля 2007 года обменян во «Флориду Пантерз». Итого в НХЛ провёл 75 матчей («Питтсбург», «Флорида», «Тампа Бэй», «Атланта»), в АХЛ (с учётом плей-офф) — 240 матчей.
С 2011 года выступает в Швеции. В 2015 году, выступая за шведский «Векшё Лейкерс», стал чемпионом Швеции и был признан лучшим игроком плей-офф чемпионата (приз памяти Стефана Лива). В июне того же года перешёл из «Векшё» в МОДО.

## Статистика
```
                                            --- Regular Season ---  ---- Playoffs ----
Season   Team                        Lge    GP    G    A  Pts  PIM  GP   G   A Pts PIM
--------------------------------------------------------------------------------------
2001-02  Harvard University          NCAA   27    5    6   11   56
2002-03  Harvard University          NCAA   34    6   22   28   70
2003-04  Harvard University          NCAA   34    6   13   19   58
2004-05  Harvard University          NCAA   34    6   12   18   86
2005-06  Wilkes-Barre/Scranton Pen   AHL    77    9   20   29   99  11   1   0   1  18
2005-06  Pittsburgh Penguins         NHL     5    1    3    4    2  --  --  --  --  --
2006-07  Pittsburgh Penguins         NHL    22    1    1    2   22
2006-07  Florida Panthers            NHL     2    1    0    1    2
2006-07  Wilkes-Barre/Scranton Pen   AHL    27    5   16   21   24
2006-07  Rochester Americans         AHL     8    2    3    5   19
--------------------------------------------------------------------------------------
         NHL Totals                         29    3    4    7   26

```